# Floscularia decora
Floscularia decora is een raderdiertjessoort uit de familie Flosculariidae. De wetenschappelijke naam van deze soort is voor het eerst geldig gepubliceerd in 1940 door Edmondson.